# إشقيل
إشقيل أو الخزيمة أو عُنْصُل (الاسم العلمي: Scilla) هو جنس نباتي يتبع فصيلة الهليونية من رتبة الهليونيات.